# 1 Pułk Piechoty Obrony Krajowej
Pułk Piechoty Obrony Krajowej Wiedeń Nr 1 (LIR Wien Nr 1) – pułk piechoty cesarsko-królewskiej Obrony Krajowej. 

## Historia pułku
Pułk został sformowany 1 maja 1889 roku z połączenia trzech samodzielnych oddziałów, a mianowicie:
- Dolnoaustriackiego Batalionu Strzelców Obrony Krajowej Nr 1, utworzonego w 1869 roku,
- Batalionu Obrony Krajowej Korneuburg Nr 2, utworzonego w 1869 roku,
- Batalionu Obrony Krajowej Znojmo Nr 18, utworzonego w 1872 roku.

W lipcu 1914 roku skład narodowościowy pułku: 95% – Niemcy.
Okręg uzupełnień – Wiedeń.
Kolory pułkowe: trawozielony (grasgrün), guziki srebrne z numerem „1”.
W latach 1903–1914 komenda pułku oraz bataliony I, II i III stacjonowały w Wiedniu.
W 1914 roku pułk wchodził w skład 25 Brygady Piechoty Obrony Krajowej należącej do 13 Dywizji Piechoty Obrony Krajowej, która była podporządkowana II Korpusowi.
W czasie I wojny światowej pułk walczył z Rosjanami w końcu 1914 i na początku 1915 roku w Galicji. W lutym 1915 brał udział w walkach w okolicach Żmigrodu. Żołnierze pułku są pochowani m.in. na cmentarzach: Cmentarz wojenny nr 46 - Konieczna, Cmentarz wojenny nr 55 - Gładyszów, Cmentarz wojenny nr 60 - Wirchne).
11 kwietnia 1917 roku oddział został przemianowany na Pułk Strzelców Nr 1 (niem. Schützenregiment Nr 1).

## Komendanci pułku
- płk Ignaz Trollmann (1901)
- płk Richard Jonak von Freyenwald (1903)
- płk Eduard Karess (1904–1909)
- płk Alexander Dini (1910–1914)